# Julienne (keuken)

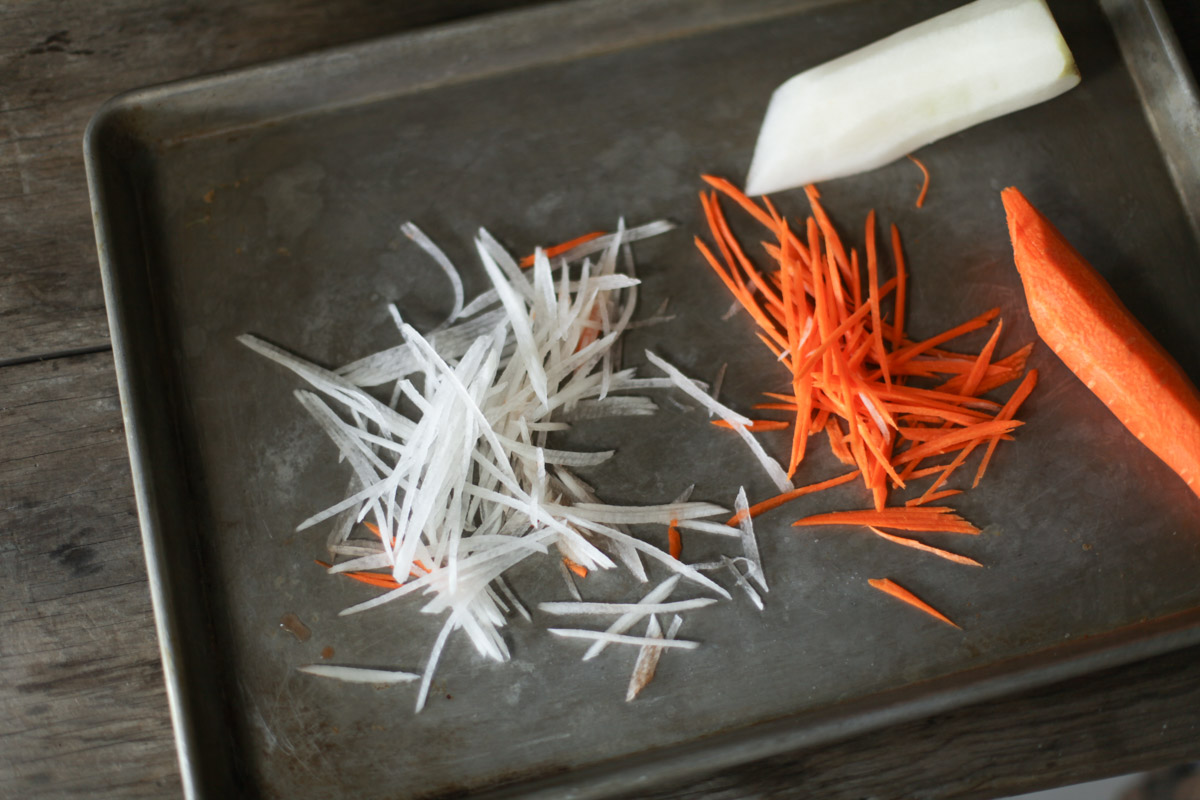
Julienne gesneden rammenas en wortel

Julienne is een Franse keukenterm voor zeer fijngesneden groenten of zeer fijngesneden vlees, vis of gevogelte. Meestal worden hiermee vierkante reepjes of staafjes van 1–3 mm dik en 3–4 cm lang bedoeld.
Julienne wordt gebruikt als vulling voor soepen of sauzen. Julienne snijden betekent in lange, dunne reepjes snijden. Julienne is een van de snijwijzen in de keuken.